# Élections cantonales de 2004 dans le Morbihan
Les élections cantonales ont eu lieu les 21 et 28 mars 2004.
Lors de ces élections, 21 des 42 cantons du Morbihan ont été renouvelés. Elles ont vu la reconduction de la majorité UMP dirigée par Louis Pinton, président du conseil général depuis 1998.

## Résultats à l’échelle du département
Répartition départementale des résultats (2e tour).
- PCF (6,08 %)
- PS (32,45 %)
- DVG (6,85 %)
- Divers (3,24 %)
- UMP (23,41 %)
- UDF (5,35 %)
- DVD (22,62 %)

| Étiquette      | Étiquette                          | Premier tour | Premier tour | Second tour | Second tour | Sièges |
| Étiquette      | Étiquette                          | Voix         | %            | Voix        | %           | Sièges |
| -------------- | ---------------------------------- | ------------ | ------------ | ----------- | ----------- | ------ |
|                | Parti socialiste                   | 33 945       | 20,47        | 46 624      | 32,45       | 4      |
|                | Parti communiste français          | 15 658       | 9,44         | 8 733       | 6,08        | 1      |
|                | Divers gauche                      | 7 545        | 4,55         | 9 842       | 6,85        | 1      |
|                | Les Verts                          | 6 773        | 4,08         |             |             |        |
|                | Extrême gauche                     | 4 266        | 2,57         |             |             |        |
| Gauche         | Gauche                             | 68 187       | 41,11        | 65 199      | 45,38       | 6      |
|                |                                    |              |              |             |             |        |
|                | Union pour un mouvement populaire  | 36 240       | 21,85        | 33 638      | 23,41       | 6      |
|                | Divers droite                      | 34 364       | 20,72        | 32 504      | 22,62       | 7      |
|                | Front national                     | 12 927       | 7,79         |             |             |        |
|                | Union pour la démocratie française | 5 390        | 3,25         | 7 680       | 5,35        | 1      |
| Droite         | Droite                             | 88 921       | 53,61        | 73 822      | 51,38       | 14     |
|                |                                    |              |              |             |             |        |
|                | Divers                             | 4 542        | 2,74         | 4 657       | 3,24        | 1      |
|                |                                    |              |              |             |             |        |
|                | Régionalistes                      | 3 854        | 2,32         |             |             |        |
|                | Écologistes divers                 | 345          | 0,21         |             |             |        |
|                |                                    |              |              |             |             |        |
| Inscrits       | Inscrits                           | 257 697      | 100,00       | 223 523     | 100,00      |        |
| Abstention     | Abstention                         | 85 432       | 33,15        | 70 434      | 31,51       |        |
| Votants        | Votants                            | 172 265      | 66,85        | 153 089     | 68,49       |        |
| Blancs et nuls | Blancs et nuls                     | 6 416        | 3,72         | 9 411       | 6,15        |        |
| Exprimés       | Exprimés                           | 165 849      | 96,28        | 143 678     | 93,85       |        |

## Résultats par canton

### Canton de Gourin
| Candidats      | Candidats           | Étiquette      | Premier tour | Premier tour |
| Candidats      | Candidats           | Étiquette      | Voix         | %            |
| -------------- | ------------------- | -------------- | ------------ | ------------ |
|                | Michel Morvant*     | UMP            | 2 526        | 51,07        |
|                | Yves Le Goff        | PS             | 1 632        | 33,00        |
|                | Anne-Marie Gloaguen | PCF            | 327          | 6,61         |
|                | Robert Imbert       | FN             | 234          | 4,73         |
|                | Odile Picaud        | EXG            | 115          | 2,33         |
|                | Bernard Kerbiriou   | DVG            | 112          | 2,26         |
|                |                     |                |              |              |
| Inscrits       | Inscrits            | Inscrits       | 7 069        | 100,00       |
| Abstention     | Abstention          | Abstention     | 1 942        | 27,47        |
| Votants        | Votants             | Votants        | 5 127        | 72,53        |
| Blancs et nuls | Blancs et nuls      | Blancs et nuls | 181          | 3,53         |
| Exprimés       | Exprimés            | Exprimés       | 4 946        | 96,47        |

*sortant

### Canton de Guémené-sur-Scorff
| Candidats      | Candidats          | Étiquette      | Premier tour | Premier tour | Second tour | Second tour |
| Candidats      | Candidats          | Étiquette      | Voix         | %            | Voix        | %           |
| -------------- | ------------------ | -------------- | ------------ | ------------ | ----------- | ----------- |
|                | Christian Perron   | PCF            | 1 307        | 33,94        | 2 392       | 60,60       |
|                | Jean-Luc Guilloux* | PS             | 1 113        | 28,90        | Retrait     | Retrait     |
|                | Guy Jouet          | UMP            | 627          | 16,28        | 1 555       | 39,40       |
|                | Guy Sinel          | UMP            | 495          | 12,85        |             |             |
|                | Éliane Tanguy      | FN             | 185          | 4,80         |             |             |
|                | Philippe Moriniere | Verts          | 124          | 3,22         |             |             |
|                |                    |                |              |              |             |             |
| Inscrits       | Inscrits           | Inscrits       | 5 435        | 100,00       | 5 434       | 100,00      |
| Abstention     | Abstention         | Abstention     | 1 427        | 26,26        | 1 311       | 24,13       |
| Votants        | Votants            | Votants        | 4 008        | 73,74        | 4 123       | 75,87       |
| Blancs et nuls | Blancs et nuls     | Blancs et nuls | 157          | 3,92         | 176         | 4,27        |
| Exprimés       | Exprimés           | Exprimés       | 3 851        | 96,08        | 3 947       | 95,73       |

*sortant

### Canton de Lanester
| Candidats      | Candidats           | Étiquette      | Premier tour | Premier tour | Second tour | Second tour |
| Candidats      | Candidats           | Étiquette      | Voix         | %            | Voix        | %           |
| -------------- | ------------------- | -------------- | ------------ | ------------ | ----------- | ----------- |
|                | Jean-Claude Perron* | DVG            | 4 686        | 48,05        | 6 582       | 73,61       |
|                | Alain Guichard      | PCF            | 1 509        | 15,47        | 2 360       | 26,39       |
|                | Yvonneck Couturier  | UMP            | 1 285        | 13,18        |             |             |
|                | Gérald Perrier      | FN             | 941          | 9,65         |             |             |
|                | Jean Bessias        | Verts          | 823          | 8,44         |             |             |
|                | Cyril Le Bail       | EXG            | 393          | 4,03         |             |             |
|                | Pierrick Le Guennec | EXG            | 115          | 1,18         |             |             |
|                |                     |                |              |              |             |             |
| Inscrits       | Inscrits            | Inscrits       | 16 288       | 100,00       | 16 289      | 100,00      |
| Abstention     | Abstention          | Abstention     | 6 191        | 38,01        | 6 123       | 37,59       |
| Votants        | Votants             | Votants        | 10 097       | 61,99        | 10 166      | 62,41       |
| Blancs et nuls | Blancs et nuls      | Blancs et nuls | 345          | 3,42         | 1 224       | 12,04       |
| Exprimés       | Exprimés            | Exprimés       | 9 752        | 96,58        | 8 942       | 87,96       |

*sortant

### Canton de Locminé
| Candidats      | Candidats         | Étiquette      | Premier tour | Premier tour |
| Candidats      | Candidats         | Étiquette      | Voix         | %            |
| -------------- | ----------------- | -------------- | ------------ | ------------ |
|                | Gérard Lorgeoux*  | UMP            | 4 410        | 62,64        |
|                | Christian Allio   | PCF            | 1 156        | 16,42        |
|                | Gisèle Burban     | FN             | 651          | 9,25         |
|                | Tristan Le Floc'h | REG            | 528          | 7,50         |
|                | Thierry Benoist   | EXG            | 295          | 4,19         |
|                |                   |                |              |              |
| Inscrits       | Inscrits          | Inscrits       | 10 838       | 100,00       |
| Abstention     | Abstention        | Abstention     | 3 404        | 31,41        |
| Votants        | Votants           | Votants        | 7 434        | 68,59        |
| Blancs et nuls | Blancs et nuls    | Blancs et nuls | 394          | 5,30         |
| Exprimés       | Exprimés          | Exprimés       | 7 040        | 94,70        |

*sortant

### Canton de Lorient-Nord
| Candidats      | Candidats          | Étiquette      | Premier tour | Premier tour | Second tour | Second tour |
| Candidats      | Candidats          | Étiquette      | Voix         | %            | Voix        | %           |
| -------------- | ------------------ | -------------- | ------------ | ------------ | ----------- | ----------- |
|                | Émile Jétain       | PS             | 2 882        | 35,83        | 5 261       | 64,04       |
|                | Fabrice Loher      | UDF            | 1 203        | 14,96        | 2 954       | 35,96       |
|                | Jacques Morin      | DVD            | 871          | 10,83        |             |             |
|                | Daniel Bergeron    | FN             | 742          | 9,22         |             |             |
|                | Allain Le Boudouil | Verts          | 663          | 8,24         |             |             |
|                | Michel Piriou      | PCF            | 464          | 5,77         |             |             |
|                | Maryvonne Loiseau  | EXG            | 282          | 3,51         |             |             |
|                | Dominique Baudel   | EXG            | 275          | 3,42         |             |             |
|                | Bruno Mortali      | SE             | 240          | 2,98         |             |             |
|                | Jacques Bellanger  | DVD            | 237          | 2,95         |             |             |
|                | Roger Prado        | EXG            | 185          | 2,30         |             |             |
|                |                    |                |              |              |             |             |
| Inscrits       | Inscrits           | Inscrits       | 14 348       | 100,00       | 14 348      | 100,00      |
| Abstention     | Abstention         | Abstention     | 5 952        | 41,48        | 5 609       | 39,09       |
| Votants        | Votants            | Votants        | 8 396        | 58,52        | 8 739       | 60,91       |
| Blancs et nuls | Blancs et nuls     | Blancs et nuls | 352          | 4,19         | 524         | 6,00        |
| Exprimés       | Exprimés           | Exprimés       | 8 044        | 95,81        | 8 215       | 94,00       |

### Canton de Muzillac
| Candidats      | Candidats         | Étiquette      | Premier tour | Premier tour |
| Candidats      | Candidats         | Étiquette      | Voix         | %            |
| -------------- | ----------------- | -------------- | ------------ | ------------ |
|                | Joseph Brohan*    | DVD            | 3 356        | 54,07        |
|                | Bernard Audran    | PCF            | 2 042        | 32,90        |
|                | Jean-Marie Garnon | FN             | 447          | 7,20         |
|                | Jean-Jacques Page | REG            | 362          | 5,83         |
|                |                   |                |              |              |
| Inscrits       | Inscrits          | Inscrits       | 9 222        | 100,00       |
| Abstention     | Abstention        | Abstention     | 2 838        | 30,77        |
| Votants        | Votants           | Votants        | 6 384        | 69,23        |
| Blancs et nuls | Blancs et nuls    | Blancs et nuls | 177          | 2,77         |
| Exprimés       | Exprimés          | Exprimés       | 6 207        | 97,23        |

*sortant

### Canton de Plœmeur
| Candidats      | Candidats          | Étiquette      | Premier tour | Premier tour | Second tour | Second tour |
| Candidats      | Candidats          | Étiquette      | Voix         | %            | Voix        | %           |
| -------------- | ------------------ | -------------- | ------------ | ------------ | ----------- | ----------- |
|                | Loïc Le Meur       | PS             | 5 169        | 37,59        | 7 782       | 54,41       |
|                | Victor Tonnerre    | DVD            | 3 160        | 22,98        | 6 521       | 45,59       |
|                | Loïc Tonnerre      | UMP            | 2 483        | 18,06        | Retrait     | Retrait     |
|                | Yann Syz           | REG            | 900          | 6,54         |             |             |
|                | Gérard Lamy        | FN             | 899          | 6,54         |             |             |
|                | Pierre Champeaux   | PCF            | 815          | 5,93         |             |             |
|                | Gwénaelle Coateval | EXG            | 326          | 2,37         |             |             |
|                |                    |                |              |              |             |             |
| Inscrits       | Inscrits           | Inscrits       | 22 616       | 100,00       | 22 616      | 100,00      |
| Abstention     | Abstention         | Abstention     | 8 437        | 37,31        | 7 693       | 34,02       |
| Votants        | Votants            | Votants        | 14 179       | 62,69        | 14 923      | 65,98       |
| Blancs et nuls | Blancs et nuls     | Blancs et nuls | 427          | 3,01         | 620         | 4,15        |
| Exprimés       | Exprimés           | Exprimés       | 13 752       | 96,99        | 14 303      | 95,85       |

### Canton de Ploërmel
| Candidats      | Candidats           | Étiquette      | Premier tour | Premier tour | Second tour | Second tour |
| Candidats      | Candidats           | Étiquette      | Voix         | %            | Voix        | %           |
| -------------- | ------------------- | -------------- | ------------ | ------------ | ----------- | ----------- |
|                | Pierre Kerloc'h*    | DVD            | 2 771        | 40,65        | 3 808       | 53,79       |
|                | Béatrice Le Marre   | PS             | 1 742        | 25,55        | 3 271       | 46,21       |
|                | Hubert Lugue        | DVD            | 936          | 13,73        |             |             |
|                | Hubert Perrichot    | Verts          | 568          | 8,33         |             |             |
|                | Nicole Morhan       | FN             | 521          | 7,64         |             |             |
|                | Anne-Marie Rosnarho | EXG            | 279          | 4,09         |             |             |
|                |                     |                |              |              |             |             |
| Inscrits       | Inscrits            | Inscrits       | 10 730       | 100,00       | 10 729      | 100,00      |
| Abstention     | Abstention          | Abstention     | 3 574        | 33,31        | 3 278       | 30,55       |
| Votants        | Votants             | Votants        | 7 156        | 66,69        | 7 451       | 69,45       |
| Blancs et nuls | Blancs et nuls      | Blancs et nuls | 339          | 4,74         | 372         | 4,99        |
| Exprimés       | Exprimés            | Exprimés       | 6 817        | 95,26        | 7 079       | 95,01       |

*sortant

### Canton de Pluvigner
| Candidats      | Candidats         | Étiquette      | Premier tour | Premier tour | Second tour | Second tour |
| Candidats      | Candidats         | Étiquette      | Voix         | %            | Voix        | %           |
| -------------- | ----------------- | -------------- | ------------ | ------------ | ----------- | ----------- |
|                | Joseph Kergueris* | UDF            | 4 187        | 49,33        | 4 726       | 54,28       |
|                | Bruno Mory        | PCF            | 2 761        | 32,53        | 3 981       | 45,72       |
|                | Christian Lacombe | REG            | 779          | 9,18         |             |             |
|                | Pierre Gosselin   | FN             | 761          | 8,97         |             |             |
|                |                   |                |              |              |             |             |
| Inscrits       | Inscrits          | Inscrits       | 13 371       | 100,00       | 13 371      | 100,00      |
| Abstention     | Abstention        | Abstention     | 4 505        | 33,69        | 4 267       | 31,91       |
| Votants        | Votants           | Votants        | 8 866        | 66,31        | 9 104       | 68,09       |
| Blancs et nuls | Blancs et nuls    | Blancs et nuls | 378          | 4,26         | 397         | 4,36        |
| Exprimés       | Exprimés          | Exprimés       | 8 488        | 95,74        | 8 707       | 95,64       |

*sortant

### Canton de Pontivy
| Candidats      | Candidats                  | Étiquette      | Premier tour | Premier tour | Second tour | Second tour |
| Candidats      | Candidats                  | Étiquette      | Voix         | %            | Voix        | %           |
| -------------- | -------------------------- | -------------- | ------------ | ------------ | ----------- | ----------- |
|                | Michel Houdebine           | DVD            | 4 735        | 39,45        | 5 910       | 46,88       |
|                | Henri Le Dorze             | PS             | 4 062        | 33,84        | 6 696       | 53,12       |
|                | Jean-Paul Jarno            | PCF            | 844          | 7,03         |             |             |
|                | Christian Bigorie          | FN             | 815          | 6,79         |             |             |
|                | Guy Collet                 | Verts          | 716          | 5,96         |             |             |
|                | Marie-Madeleine Dore-Lucas | EXG            | 476          | 3,97         |             |             |
|                | Nathalie Le Helloco        | EXG            | 356          | 2,97         |             |             |
|                |                            |                |              |              |             |             |
| Inscrits       | Inscrits                   | Inscrits       | 18 770       | 100,00       | 18 770      | 100,00      |
| Abstention     | Abstention                 | Abstention     | 6 137        | 32,70        | 5 564       | 29,64       |
| Votants        | Votants                    | Votants        | 12 633       | 67,30        | 13 206      | 70,36       |
| Blancs et nuls | Blancs et nuls             | Blancs et nuls | 629          | 4,98         | 600         | 4,54        |
| Exprimés       | Exprimés                   | Exprimés       | 12 004       | 95,02        | 12 606      | 95,46       |

### Canton de Port-Louis
| Candidats      | Candidats              | Étiquette      | Premier tour | Premier tour | Second tour | Second tour |
| Candidats      | Candidats              | Étiquette      | Voix         | %            | Voix        | %           |
| -------------- | ---------------------- | -------------- | ------------ | ------------ | ----------- | ----------- |
|                | Aimé Kergueris*        | UMP            | 5 492        | 40,99        | 6 915       | 50,80       |
|                | Nathalie Le Magueresse | PS             | 3 424        | 25,55        | 6 698       | 49,20       |
|                | Alain Malarde          | SE             | 1 396        | 10,42        |             |             |
|                | Marie-Claude Le Potier | FN             | 1 208        | 9,01         |             |             |
|                | Philippe Demarcy       | Verts          | 785          | 5,86         |             |             |
|                | Gérald Carlach         | PCF            | 697          | 5,20         |             |             |
|                | Blandine Pierron       | EXG            | 398          | 2,97         |             |             |
|                |                        |                |              |              |             |             |
| Inscrits       | Inscrits               | Inscrits       | 20 504       | 100,00       | 20 504      | 100,00      |
| Abstention     | Abstention             | Abstention     | 6 597        | 32,17        | 6 254       | 30,50       |
| Votants        | Votants                | Votants        | 13 907       | 67,83        | 14 250      | 69,50       |
| Blancs et nuls | Blancs et nuls         | Blancs et nuls | 507          | 3,65         | 637         | 4,47        |
| Exprimés       | Exprimés               | Exprimés       | 13 400       | 96,35        | 13 613      | 95,53       |

*sortant

### Canton de Questembert
| Candidats      | Candidats          | Étiquette      | Premier tour | Premier tour | Second tour | Second tour |
| Candidats      | Candidats          | Étiquette      | Voix         | %            | Voix        | %           |
| -------------- | ------------------ | -------------- | ------------ | ------------ | ----------- | ----------- |
|                | Michel Burban      | UMP            | 3 316        | 43,72        | 3 994       | 50,06       |
|                | Paul Paboeuf       | PS             | 3 313        | 43,68        | 3 985       | 49,94       |
|                | Alain Lyon         | FN             | 465          | 6,13         |             |             |
|                | Pierre Giustiniani | REG            | 296          | 3,90         |             |             |
|                | Henri Fernandez    | PCF            | 194          | 2,56         |             |             |
|                |                    |                |              |              |             |             |
| Inscrits       | Inscrits           | Inscrits       | 10 667       | 100,00       | 10 667      | 100,00      |
| Abstention     | Abstention         | Abstention     | 2 831        | 26,54        | 2 453       | 23,00       |
| Votants        | Votants            | Votants        | 7 836        | 73,46        | 8 214       | 77,00       |
| Blancs et nuls | Blancs et nuls     | Blancs et nuls | 252          | 3,22         | 235         | 2,86        |
| Exprimés       | Exprimés           | Exprimés       | 7 584        | 96,78        | 7 979       | 97,14       |

### Canton de Quiberon
| Candidats      | Candidats            | Étiquette      | Premier tour | Premier tour | Second tour | Second tour |
| Candidats      | Candidats            | Étiquette      | Voix         | %            | Voix        | %           |
| -------------- | -------------------- | -------------- | ------------ | ------------ | ----------- | ----------- |
|                | Gérard Pierre        | DVD            | 3 155        | 34,41        | 4 935       | 57,38       |
|                | Jean-Michel Belz     | UMP            | 2 854        | 31,12        | 3 666       | 42,62       |
|                | Luc Le Gurun         | PS             | 1 120        | 12,21        |             |             |
|                | Pierre-Gildas Fleury | Verts          | 834          | 9,09         |             |             |
|                | Claude Le Ny         | FN             | 760          | 8,29         |             |             |
|                | Jean-Claude Harry    | PCF            | 447          | 4,87         |             |             |
|                |                      |                |              |              |             |             |
| Inscrits       | Inscrits             | Inscrits       | 14 137       | 100,00       | 14 137      | 100,00      |
| Abstention     | Abstention           | Abstention     | 4 766        | 33,71        | 4 478       | 31,68       |
| Votants        | Votants              | Votants        | 9 371        | 66,29        | 9 659       | 68,32       |
| Blancs et nuls | Blancs et nuls       | Blancs et nuls | 201          | 2,14         | 1 058       | 10,95       |
| Exprimés       | Exprimés             | Exprimés       | 9 170        | 97,86        | 8 601       | 89,05       |

### Canton de La Roche-Bernard
| Candidats      | Candidats               | Étiquette      | Premier tour | Premier tour | Second tour | Second tour |
| Candidats      | Candidats               | Étiquette      | Voix         | %            | Voix        | %           |
| -------------- | ----------------------- | -------------- | ------------ | ------------ | ----------- | ----------- |
|                | Jean Thomas             | UMP            | 2 369        | 33,81        | 3 787       | 53,74       |
|                | Joël Bourrigaud         | DVG            | 1 976        | 28,20        | 3 260       | 46,26       |
|                | Jean-Claude Baudrais    | DVD            | 855          | 12,20        |             |             |
|                | Jean-Guy Cornu          | DVD            | 801          | 11,43        |             |             |
|                | Paulette Geraud-Damiedo | FN             | 412          | 5,88         |             |             |
|                | Guy Veler               | ECO            | 345          | 4,92         |             |             |
|                | Pierre Le Lan           | PCF            | 248          | 3,54         |             |             |
|                |                         |                |              |              |             |             |
| Inscrits       | Inscrits                | Inscrits       | 10 419       | 100,00       | 10 419      | 100,00      |
| Abstention     | Abstention              | Abstention     | 3 145        | 30,19        | 3 078       | 29,54       |
| Votants        | Votants                 | Votants        | 7 274        | 69,81        | 7 341       | 70,46       |
| Blancs et nuls | Blancs et nuls          | Blancs et nuls | 268          | 3,68         | 294         | 4,00        |
| Exprimés       | Exprimés                | Exprimés       | 7 006        | 96,32        | 7 047       | 96,00       |

### Canton de Rochefort-en-Terre
| Candidats      | Candidats            | Étiquette      | Premier tour | Premier tour | Second tour | Second tour |
| Candidats      | Candidats            | Étiquette      | Voix         | %            | Voix        | %           |
| -------------- | -------------------- | -------------- | ------------ | ------------ | ----------- | ----------- |
|                | François Hervieux    | SE             | 1 723        | 38,94        | 2 321       | 49,87       |
|                | René Santerre*       | UMP            | 1 063        | 24,02        | 1 137       | 24,43       |
|                | Isabelle Michel      | DVD            | 969          | 21,90        | 1 196       | 25,70       |
|                | Jean-François Humeau | DVD            | 406          | 9,18         |             |             |
|                | Rémi Le Morillon     | FN             | 264          | 5,97         |             |             |
|                |                      |                |              |              |             |             |
| Inscrits       | Inscrits             | Inscrits       | 6 436        | 100,00       | 6 436       | 100,00      |
| Abstention     | Abstention           | Abstention     | 1 833        | 28,48        | 1 639       | 25,47       |
| Votants        | Votants              | Votants        | 4 603        | 71,52        | 4 797       | 74,53       |
| Blancs et nuls | Blancs et nuls       | Blancs et nuls | 178          | 3,87         | 143         | 2,98        |
| Exprimés       | Exprimés             | Exprimés       | 4 425        | 96,13        | 4 654       | 97,02       |

*sortant

### Canton de Rohan
| Candidats      | Candidats           | Étiquette      | Premier tour | Premier tour |
| Candidats      | Candidats           | Étiquette      | Voix         | %            |
| -------------- | ------------------- | -------------- | ------------ | ------------ |
|                | Pierre Le Teste*    | DVD            | 3 481        | 74,43        |
|                | Noël Roger          | PCF            | 761          | 16,27        |
|                | Sébastien Le Verger | FN             | 435          | 9,30         |
|                |                     |                |              |              |
| Inscrits       | Inscrits            | Inscrits       | 7 045        | 100,00       |
| Abstention     | Abstention          | Abstention     | 2 045        | 29,03        |
| Votants        | Votants             | Votants        | 5 000        | 70,97        |
| Blancs et nuls | Blancs et nuls      | Blancs et nuls | 323          | 6,46         |
| Exprimés       | Exprimés            | Exprimés       | 4 677        | 93,54        |

*sortant

### Canton de Saint-Jean-Brévelay
| Candidats      | Candidats              | Étiquette      | Premier tour | Premier tour | Second tour | Second tour |
| Candidats      | Candidats              | Étiquette      | Voix         | %            | Voix        | %           |
| -------------- | ---------------------- | -------------- | ------------ | ------------ | ----------- | ----------- |
|                | Henri-Michel Kersuzan* | DVD            | 2 262        | 44,24        | 3 398       | 100,00      |
|                | Henri Le Corf          | DVD            | 1 784        | 34,89        | Retrait     | Retrait     |
|                | Marie-Antoinette Eveno | PCF            | 676          | 13,22        |             |             |
|                | Patrice Tromenschlager | FN             | 391          | 7,65         |             |             |
|                |                        |                |              |              |             |             |
| Inscrits       | Inscrits               | Inscrits       | 7 527        | 100,00       | 7 529       | 100,00      |
| Abstention     | Abstention             | Abstention     | 2 206        | 29,31        | 2 544       | 33,79       |
| Votants        | Votants                | Votants        | 5 321        | 70,69        | 4 985       | 66,21       |
| Blancs et nuls | Blancs et nuls         | Blancs et nuls | 208          | 3,91         | 1 587       | 31,84       |
| Exprimés       | Exprimés               | Exprimés       | 5 113        | 96,09        | 3 398       | 68,16       |

*sortant

### Canton de Sarzeau
| Candidats      | Candidats           | Étiquette      | Premier tour | Premier tour | Second tour | Second tour |
| Candidats      | Candidats           | Étiquette      | Voix         | %            | Voix        | %           |
| -------------- | ------------------- | -------------- | ------------ | ------------ | ----------- | ----------- |
|                | Yves Borius         | DVD            | 1 853        | 25,51        | 3 238       | 43,87       |
|                | Henri Bénéat*       | DVD            | 1 592        | 21,92        | 1 807       | 24,48       |
|                | Yannick Kerignard   | SE             | 1 183        | 16,29        | 2 336       | 31,65       |
|                | Jean-Claude Meigney | PS             | 1 030        | 14,18        |             |             |
|                | Didier Goupil       | REG            | 719          | 9,90         |             |             |
|                | Jeanne du Plessis   | FN             | 604          | 8,32         |             |             |
|                | Mathieu Lemoine     | PCF            | 282          | 3,88         |             |             |
|                |                     |                |              |              |             |             |
| Inscrits       | Inscrits            | Inscrits       | 10 610       | 100,00       | 10 608      | 100,00      |
| Abstention     | Abstention          | Abstention     | 3 167        | 29,85        | 2 829       | 26,67       |
| Votants        | Votants             | Votants        | 7 443        | 70,15        | 7 779       | 73,33       |
| Blancs et nuls | Blancs et nuls      | Blancs et nuls | 180          | 2,42         | 398         | 5,12        |
| Exprimés       | Exprimés            | Exprimés       | 7 263        | 97,58        | 7 381       | 94,88       |

*sortant

### Canton de La Trinité-Porhoët
| Candidats      | Candidats       | Étiquette      | Premier tour | Premier tour | Second tour | Second tour |
| Candidats      | Candidats       | Étiquette      | Voix         | %            | Voix        | %           |
| -------------- | --------------- | -------------- | ------------ | ------------ | ----------- | ----------- |
|                | Michel Pichard  | DVD            | 1 140        | 38,04        | 1 691       | 57,81       |
|                | Michel Oger*    | UMP            | 867          | 28,93        | 1 234       | 42,19       |
|                | Marcel Jagorel  | PCF            | 409          | 13,65        |             |             |
|                | Jean-Luc Cousin | DVG            | 237          | 7,91         |             |             |
|                | Alain Porcheron | Verts          | 209          | 6,97         |             |             |
|                | Joseph Gaonac'h | FN             | 135          | 4,50         |             |             |
|                |                 |                |              |              |             |             |
| Inscrits       | Inscrits        | Inscrits       | 4 129        | 100,00       | 4 130       | 100,00      |
| Abstention     | Abstention      | Abstention     | 1 060        | 25,67        | 963         | 23,32       |
| Votants        | Votants         | Votants        | 3 069        | 74,33        | 3 167       | 76,68       |
| Blancs et nuls | Blancs et nuls  | Blancs et nuls | 72           | 2,35         | 242         | 7,64        |
| Exprimés       | Exprimés        | Exprimés       | 2 997        | 97,65        | 2 925       | 92,36       |

*sortant

### Canton de Vannes-Centre
| Candidats      | Candidats               | Étiquette      | Premier tour | Premier tour | Second tour | Second tour |
| Candidats      | Candidats               | Étiquette      | Voix         | %            | Voix        | %           |
| -------------- | ----------------------- | -------------- | ------------ | ------------ | ----------- | ----------- |
|                | Annick Guillou-Moinard* | UMP            | 4 124        | 42,79        | 5 275       | 51,87       |
|                | Nicolas Le Quintrec     | PS             | 2 786        | 28,91        | 4 894       | 48,13       |
|                | Jocelyne Le Boulicaut   | Verts          | 894          | 9,28         |             |             |
|                | Bruno Petit             | FN             | 883          | 9,16         |             |             |
|                | Erwan Le Calvez         | EXG            | 439          | 4,55         |             |             |
|                | André Deniaud           | PCF            | 262          | 2,72         |             |             |
|                | Jacques Diamanti        | DVG            | 250          | 2,59         |             |             |
|                |                         |                |              |              |             |             |
| Inscrits       | Inscrits                | Inscrits       | 15 885       | 100,00       | 15 884      | 100,00      |
| Abstention     | Abstention              | Abstention     | 5 925        | 37,30        | 5 398       | 33,98       |
| Votants        | Votants                 | Votants        | 9 960        | 62,70        | 10 486      | 66,02       |
| Blancs et nuls | Blancs et nuls          | Blancs et nuls | 322          | 3,23         | 317         | 3,02        |
| Exprimés       | Exprimés                | Exprimés       | 9 638        | 96,77        | 10 169      | 96,98       |

*sortant

### Canton de Vannes-Ouest
| Candidats      | Candidats           | Étiquette      | Premier tour | Premier tour | Second tour | Second tour |
| Candidats      | Candidats           | Étiquette      | Voix         | %            | Voix        | %           |
| -------------- | ------------------- | -------------- | ------------ | ------------ | ----------- | ----------- |
|                | André Gall          | PS             | 5 672        | 41,48        | 8 037       | 56,95       |
|                | Martine Allain      | UMP            | 4 329        | 31,66        | 6 075       | 43,05       |
|                | Jean-Paul Félix     | FN             | 1 174        | 8,59         |             |             |
|                | Christian Le Moigne | Verts          | 1 157        | 8,46         |             |             |
|                | Jacqueline Trovel   | PCF            | 457          | 3,34         |             |             |
|                | Christine Argente   | EXG            | 332          | 2,43         |             |             |
|                | Yann Le Baraillec   | DVG            | 284          | 2,08         |             |             |
|                | Jean Le Mée         | REG            | 270          | 1,97         |             |             |
|                |                     |                |              |              |             |             |
| Inscrits       | Inscrits            | Inscrits       | 21 651       | 100,00       | 21 652      | 100,00      |
| Abstention     | Abstention          | Abstention     | 7 450        | 34,41        | 6 953       | 32,11       |
| Votants        | Votants             | Votants        | 14 201       | 65,59        | 14 699      | 67,89       |
| Blancs et nuls | Blancs et nuls      | Blancs et nuls | 526          | 3,70         | 587         | 3,99        |
| Exprimés       | Exprimés            | Exprimés       | 13 675       | 96,30        | 14 112      | 96,01       |